# Липецкая кольцевая автомобильная дорога

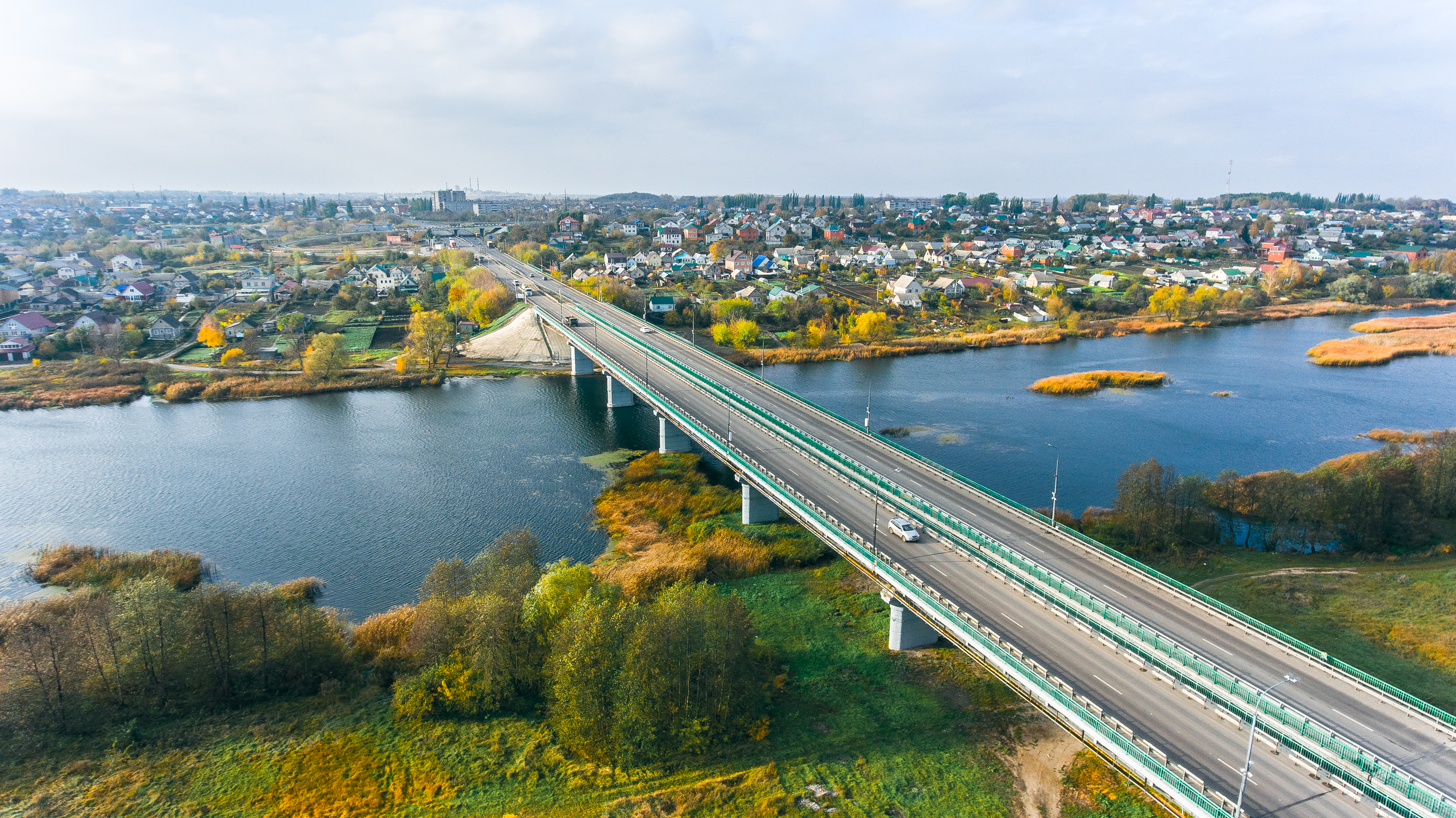
Мост через Воронеж на трассе Р119, Северный обход Липецка

Ли́пецкая кольцева́я автомоби́льная доро́га  (ЛКАД) — автомобильная трасса вокруг города Липецка. Проходит по его административной границе, а также по территории Грязинского и Липецкого районов Липецкой области. Северный участок является частью автомагистрали Р119 Орёл — Липецк — Тамбов.
Общая протяжённость — около 90 км (после окончательной сдачи в эксплуатацию).
Автодорога даёт выходы на федеральные трассы М4 «Дон» (Москва — Новороссийск) и Р-22 «Каспий» (Москва — Астрахань).

## История
Строительство дороги началось ещё в 1960-х годах: была проложена дорога на Песковатку. Первая очередь собственно кольцевой дороги была сдана в 1974 году, последняя — в 2024 году. 

### Хроника ввода
- 1976 — путепровод через железнодорожную ветвь у цементного завода (72 м), путепровод на подъезде к цементному заводу (46 м)
- 1978 — путепровод над улицей Курчатова (41 м), Сокольский мост через Воронеж (354 м), путепровод над шоссе Липецк — Ссёлки (73 м), мост через реку Большой Самовец (50 м)
- 1980 — путепровод над Елецким шоссе (74 м), путепровод над железнодорожной линией Грязи — Елец (55 м), путепровод через овраг Сурки (138 м), путепровод через железнодорожную ветвь на подъезде к Шахте № 10 (65 м), путепровод над Лебедянским шоссе (74 м), путепровод над Чаплыгинским шоссе (73 м)

Позже, при строительстве трассы Р119, дорога на Песковатку стала частью северо-западного обхода города. Впоследствии обход Липецка был продлён до Воронежского шоссе, а ещё позднее построили мост и довели трассу до Усманского шоссе, таким образом положив начало строительству кольцевой дороги.
Затем трассу расширили, построили путепроводы и двухуровневые развязки с основными магистралями, а в 2005 году было принято решение замкнуть дорогу вокруг Липецка в кольцо.
К 2021 году три четверти кольца уже построены, и оставался участок с восточной стороны города протяжённостью около 12 км.

## Существующая часть кольца
Первый участок дороги проходит на территории Правобережного округа Липецка, местами совпадая с административной границей города. Участок начинается от северного района Ссёлки, включает мост через реку Воронеж и доходит до путепровода в районе Шахты № 10. На этом участке дорога уже является четырёхполосной с разделительной полосой между встречными потоками, но официально пока автомагистралью не считается. На этом же участке действуют 4 двухуровневые развязки: первая — с улицей Баумана (направление на Чаплыгин), вторая и третья — местногородского значения в районе цементного завода, четвёртая развязка с Лебедянским шоссе (направление на аэропорт, Лебедянь и Данков).
Далее дорога следует двухполосная, пересекает по путепроводу железнодорожную ветку Липецк — Елец (в районе Венеры) и, следуя далее, пересекает ещё одну двухуровневую развязку с Елецким шоссе. Этот участок именуется Северным обходом.
Затем огибает Липецк с южной стороны (Южный обход), где пересекается с Воронежским шоссе уже на одном уровне. Далее дорога следует по мосту через реку Воронеж и идёт по административной границе города через лесопарк Тракторного района в Октябрьском округе до одноуровневой развязки с Усманским шоссе (направление на Усмань).
Ограничение скорости движения по существующему участку кольца — 90 км/ч (за исключением промежутка между северным мостом и автозаправкой «РосНефть» около цементного завода, где ограничение — 60 км/ч из-за прохождения в черте города).
В настоящее время продолжается реконструкция; идёт ремонт путепроводов, расширение трассы до четырёх полос, установка освещения и создание другой дорожной инфраструктуры.

## Строительство восточного обхода
В связи открытием ОЭЗ «Липецк» было принято решение построить восточный обход Липецка, таким образом замкнув кольцо вокруг города.
Был разработан проект (с учётом ожидаемой нагрузки со стороны ОЭЗ) и одобрен в Минэкономразвития РФ. На строительство этого участка дороги предусматривалось 7,9 млрд рублей. Работы должны были начаться в 2008 году, за этот год планировалось освоить первые 500 млн руб., проведены подготовка и освобождение территории, так как в местах прохождения трассы есть частное жильё и дачные участки.
Характеристики
- Точка начала строительства: 20-й км автодороги Липецк — Усмань
- Точка окончания строительства: 320-й км автодороги Р119 Орёл — Липецк — Тамбов
- Категория: IB
- Протяжённость — 26,34 км
- Ширина проезжей части — 2×3,75 м
- Число полос движения — 2
- Количество транспортных развязок — 3 шт.

Этот участок будет являться автомагистралью с расчётной скоростью движения — 120 км/ч. Над самой территорией ОЭЗ «Липецк» и автодорогой Липецк — Грязи будет сооружена эстакада длиной 1129 метров, переходящая дальше в мостовой переход длиной 369 метров через реку Матыру восточнее сел Казинка и Ярлуково. Кроме того, эстакада и мостовой переход обещают быть красивыми с архитектурной точки зрения. Новый проект дороги «Восточный обход промышленной зоны г. Липецка» предполагает, что дорога пройдет через лес, находящийся рядом с одним самых загрязненных городов России-Липецка на территории заказника.
Распоряжением Правительства РФ N 1609-р от 5 ноября 2008 года по представлению Минсельхоза земли 107 га лесного фонда из лесных переведены в земли для промышленного использования. Свыше 10 общественных организаций выступили против, обратившись к губернатору с предложением изменить маршрут дороги за пределами заказника. Ответ управления экологии области сводится к тому, что ущерб от строительства будет допустимым, и что экологическая экспертиза ТУ Росприроднадзора от 2006 года и государственная архитектурно-строительная от 2007 года имеют положительные заключения. 24 февраля 2009 года на открытом заседании клуба «Эколог» с приглашением представителей природоохранных служб и служб администрации области и города Липецка, общественных организаций и жителей города принята резолюция, требующая корректировки проекта и сохранения лесного массива (104 га леса свыше 60000 деревьев) от вырубки. Двадцать шесть её километров имеют стратегическое значение. Эта трасса не только оптимизирует доставку грузов в зону и отгрузку продукции предприятий, но и позволит окончательно вывести транзитные потоки транспорта за черту областного центра.
В 2009 году был сдан в эксплуатацию 1-й пусковой комплекс I очереди строительства обхода длиной 10 километров, начало которого положено у поселка Первомайский в районе ЛТЗ и развилки трассы «Липецк — Усмань». В 2011 году стартовали работы по сооружению 2-го пускового комплекса I очереди: "ЛТЗ — автодорога «Липецк — Грязи» со строительством путепровода через железную дорогу, сдана эксплуатацию в 2014 году. Общая протяжённость I очереди составила 11,5 км. Дальше стройка остановилась из-за недостатка финансирования.
В начале 2020 года началось строительство второй очереди протяженностью около 12 километров. Автодорога II технической категории с двумя полосами движения шириной по 3,75 м соединит региональную дорогу Липецк — Грязи и федеральную дорогу Р-119 Орёл — Тамбов. Через Матырское водохранилище в составе обхода планируется строительство моста протяженностью 364,5 м. В конце Восточного обхода предусмотрена транспортная развязка по типу полного клеверного листа на пересечении с Р-119 Орёл — Тамбов. Вторая развязка будет в виде петли.
До конца 2020 года дорожники должны были завершить работы на первом и втором этапах — участке длиной 7,9 километров, однако движение по этому участку было запущено лишь 27 декабря 2022 года. Контракт на строительство последнего участка длиной 4,2 километра с мостом через Матырское водохранилище был заключён в августе 2022 года, «Уваровская передвижная механизированная колонна № 22» должна окончить строительство в срок до 15 декабря 2024 года.
После окончания строительства вокруг областного центра замкнётся полноценная кольцевая автодорога, которая обеспечит межрегиональные транспортные связи с выходом на федеральные трассы М-4 «Дон» и Р-22 «Каспий».
27 декабря 2024 года открыто движение по мосту через Матырское водохранилище, восточный обход заработал.